# Filialkirche Neuhaus am Zellerrain

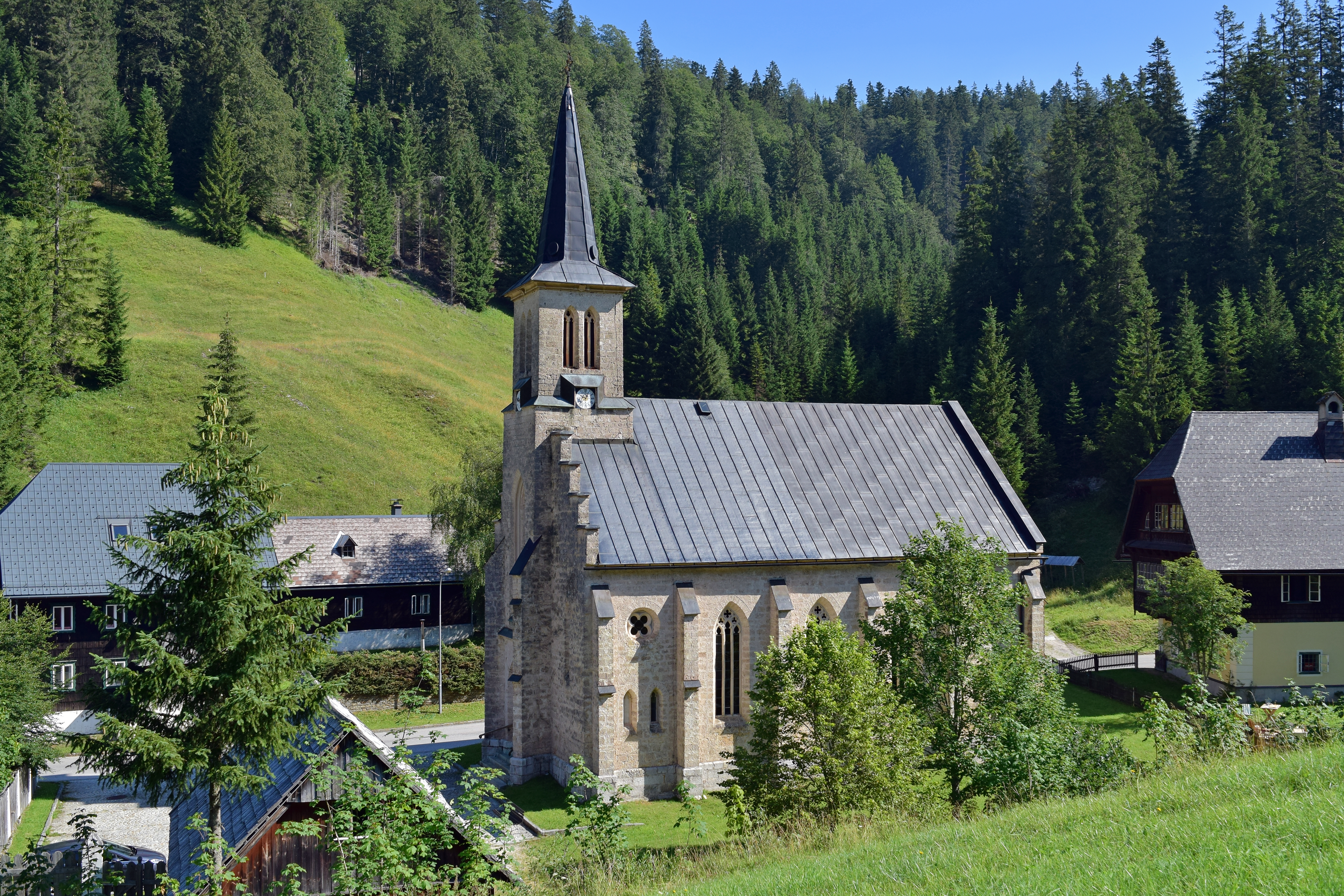
Katholische Filialkirche Zur Kreuzauffindung in Neuhaus am Zellerrain

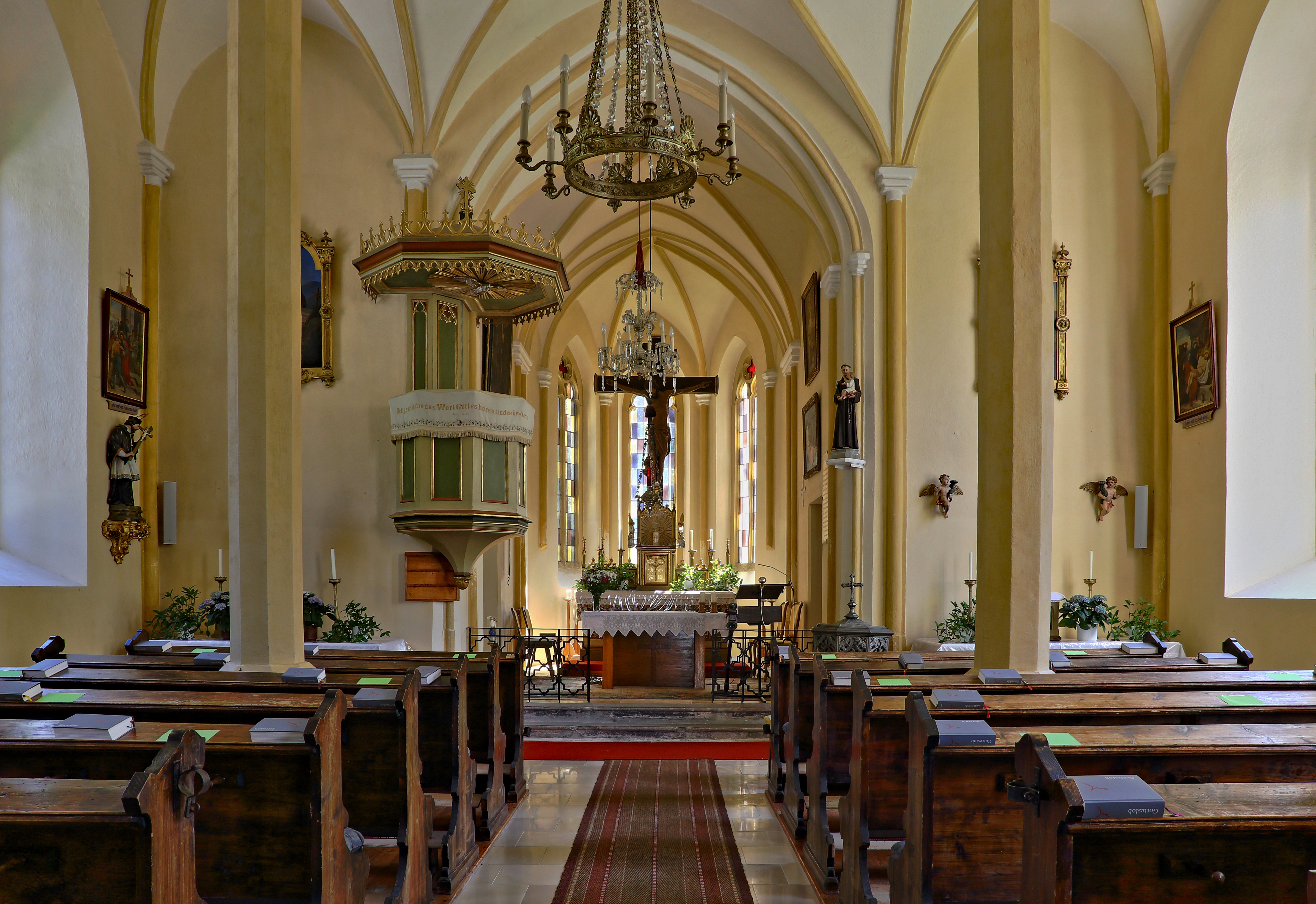
Innenansicht der Kirche

Die Filialkirche Neuhaus am Zellerrain steht mittig im Ort Neuhaus am Zellerrain in der Marktgemeinde Gaming im Bezirk Scheibbs in Niederösterreich. Die auf das Fest Kreuzauffindung geweihte römisch-katholische Filialkirche gehört zum Dekanat Scheibbs in der Diözese St. Pölten. Die Kirche steht unter Denkmalschutz (Listeneintrag).

## Geschichte
Die Pfarre wurde 1779 von Gaming abgetrennt. Heute ist sie eine Filialkirche der Pfarre Lackenhof-Neuhaus.
Der Vorgängerbau war nordwestlich beim Karthäusergutshof angebaut. Die heutige Kirche wurde 1854 bis 1856 nach den Plänen des Architekten Josef Hieser erbaut. 1980 war eine Restaurierung.

## Architektur
Die neugotische Hallenkirche mit einem eingezogenen Chor hat einen Westturm.
Das Kirchenäußere zeigt einen Tuffsteinquaderbau mit Kunststeinelementen unter einem mit Kupfer gedeckten Satteldach mit auf allen Seiten angestellten Strebepfeilern. Die Westfront zeigt einen Stufengiebel und ein Lanzettfensterpaar, in der Mittelachse tritt der Turm leicht hervor, der Turm hat Eckstrebepfeiler, ein mächtiges vierbahniges Maßwerkfenster, darüber Zwillingsschallfenster, er trägt einen Spitzhelm. Im Turm befindet sich ein Spitzbogenportal mit einem beschlagenen Türblatt. Die Längsseiten der Kirche zeigen dreibahnige Maßwerkfenster und an den Randachsen Vierpassfenster in Rundgewände über spitzbogigen Fensterpaaren. Die Ostfront zeigt eine niedrigere Polygonalapsis.

## Ausstattung

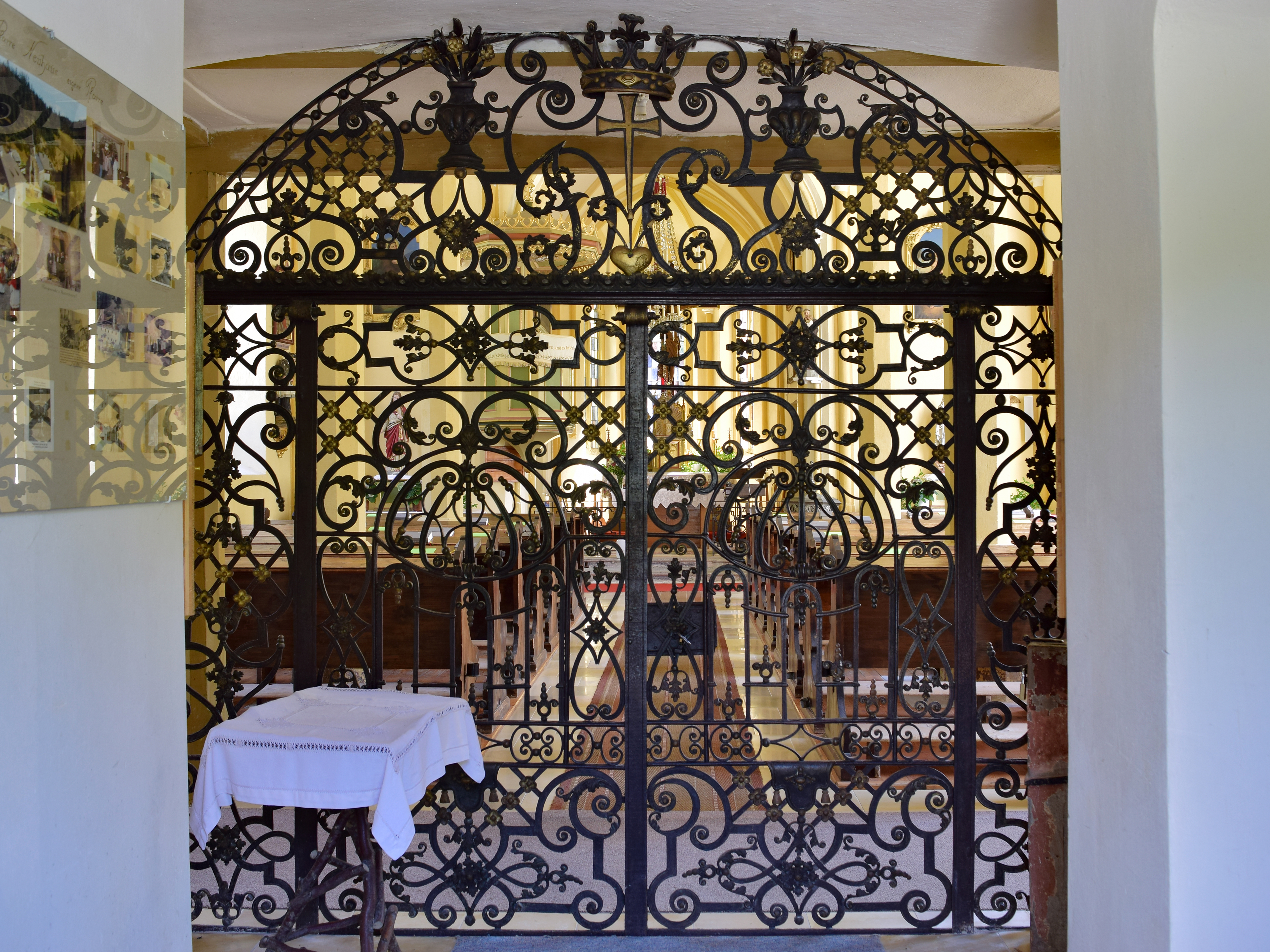
Schmiedeeisentor aus der Vorgängerkapelle

Die neugotische Einrichtung ist weitgehend aus der Bauzeit. Hochaltar, Altartisch mit Tabernakel, darüber das Kruzifix schuf der Bildhauer Josef Gasser. Im Eingang befindet sich eine korbbogige Schmiedeeisentür, die noch aus der Vorgängerkapelle stammt (um 1740/50).
Die Orgel baute Franz Xaver Hölzl 1856. Eine Glocke nennt Johann Caspar Hofbauer 1782.